# Zartsupa
Zartsupa (en georgiano: ზარწუფა; en abjasio: Зарҵупа) es una aldea que pertenece a la parcialmente reconocida República de Abjasia, dentro del distrito de Gali, aunque de iure es parte del municipio de Gali de la República Autónoma de Abjasia de Georgia.

## Geografía
Zartsupa está a 30 km de Gali. La aldea se administra desde el pueblo de Pirveli Otobaia. 